# 上村英輔
上村 英輔（かみむら えいすけ、1900年3月11日 - 1987年8月17日）は、日本の経営者。

## 経歴
東京都出身。1925年に東京帝国大学経済学部を卒業し、同年に日本石油に入社。1949年6月に取締役に就任し、1950年6月に常務を経て、1958年9月に副社長に就任し、1961年5月に社長に昇格。
石油連盟会長、経済団体連合会・日本経営者団体連盟各常任理事などを務めた。
1962年に藍綬褒章を受章し、1970年4月に勲二等瑞宝章を受章。
1987年8月17日、心不全のために死去。87歳没。